# Great Yarmouth (borough)
Great Yarmouth – dystrykt w hrabstwie Norfolk w Anglii. W 2011 roku dystrykt liczył 97 277 mieszkańców.

## Miasta
- Gorleston-on-Sea
- Great Yarmouth

## Inne miejscowości
Ashby with Oby, Belton, Belton with Browston, Bradwell, Burgh Castle, Caister-on-Sea, Clippesby, Filby, Fleggburgh, Fritton and St Olaves, Hemsby, Hopton-on-Sea, Martham, Mautby, Ormesby St Margaret with Scratby, Ormesby St Michael, Repps with Bastwick, Rollesby, St Olaves, Somerton, Stokesby with Herringby, Thurne, West Caister, Winterton-on-Sea.